# Chiesa di Santa Chiara (Verona)
La chiesa di Santa Chiara è un complesso monumentale costituito da un ex luogo di culto cattolico con annesso monastero e dalla cosiddetta casa dei Mille, che sorge a Veronetta, un antico quartiere di Verona. Dal 2019 la casa dei Mille ospita un ostello della gioventù.

## Storia
Nel 1422 Bernardino da Siena, colto oratore ispirato dall'esempio di San Francesco, giunse a Verona dove convinse la comunità a fondare un convento di suore che si ispirassero ai principi del Santo e della sua sorella spirituale, Santa Chiara; alcune clarisse di Mantova furono così invitate in città per fondare un nuovo istituto. Le monache acquisirono un vecchio fabbricato situato a Veronetta, nella contrada di San Giovanni in Valle, che venne profondamente ristrutturato a partire dal 1425 fino al 1437, anno dal quale si poté aprire la chiesa al culto. I lavori sulla facciata, tuttavia, proseguirono fino al 1453, mentre l'anno successivo fu consacrato l'altare maggiore dedicato alla Santa francescana. La chiesa nel suo complesso, invece, venne solennemente consacrata dal vescovo Matteo Giberti il 21 marzo 1536 con una pubblica cerimonia a cui partecipò nobiltà e popolo veronese.
La chiesa e il monastero sopravvissero fino al 1810, quando l'ordine delle Clarisse venne soppresso da un decreto napoleonico e il complesso trasformato in caserma. Solo nel 1860, dopo anni di insistenza da parte delle autorità comunali e del clero, venne concesso il permesso di restaurare il tempio per ridarlo alle monache: l'intervento previde la trasformazione del presbiterio, che assunse l'aspetto definitivo, e la sistemazione della cupola sopra l'altare maggiore, mentre ulteriori lavori eseguiti nel 1897 portarono all'apertura di due cappelle laterali e la sistemazione del pavimento, con l'eliminazione delle lapidi che vi erano situate. La chiesa venne finalmente riconsacrata il 2 febbraio 1907.
Nel 1965 le Clarisse abbandonarono nuovamente il complesso che nel 1974 furono acquistati dal Comune di Verona, il quale realizzò il recupero degli spazi del monastero per adibirli a case popolari, mentre la casa dei Mille, restaurata tra il 1998 e il 2000, dal 2019 ospita l'ostello della gioventù. L'edificio chiesastico, utilizzato dal 2018 come centro culturale, è stato oggetto di un progetto generale di restauro che prevede il consolidamento e miglioramento sismico delle strutture, oltre che un miglioramento dell'accessibilità e l'adeguamento degli spazi alle funzioni collettive previste. Il primo stralcio dei lavori è intervenuto tra il 2016 e il 2019 sul coro delle Monache e i servizi annessi, mentre l'aula dei Fedeli, la cappella del Cristo e l'annesso alloggio del Capellano non sono ancora stati oggetto d'intervento.

## Descrizione

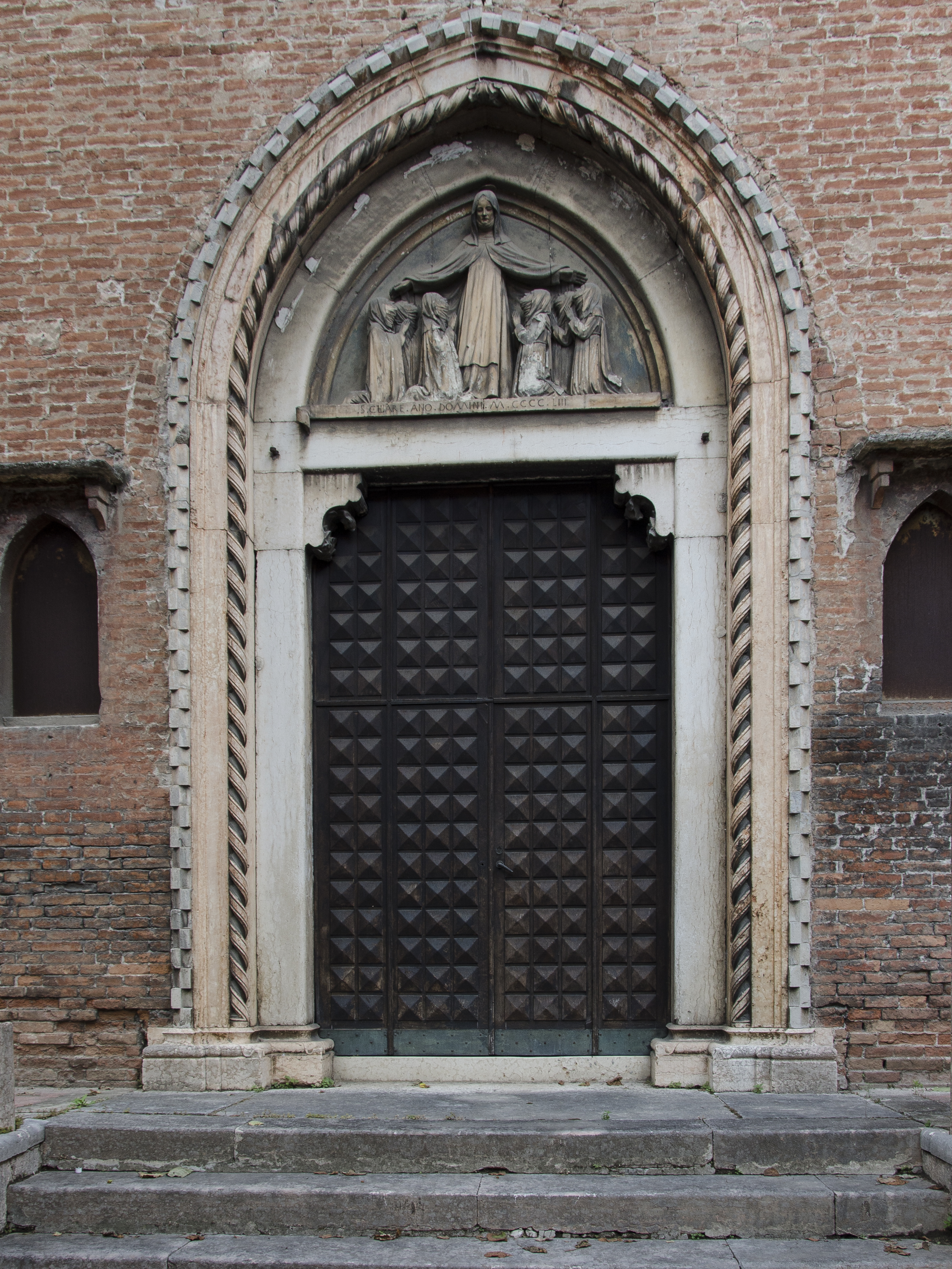
Portale d'accesso alla chiesa

Il complesso sorge lungo l'asse stradale che corre da porta Vescovo fino al teatro romano. La chiesa, il cui progettista fu ampiamente influenzato dallo stile gotico, che a Verona ebbe grande diffusione e validità e che vede il proprio archetipo nella basilica di Santa Anastasia, si affaccia per mezzo di un piccolo cortile di accesso su via Santa Chiara. L'accesso al sagrato avviene quindi tramite un cancello in ferro ancorato a due setti murari lavorati e culminanti con due statue, una raffigurante San Francesco e una Santa Chiara.
La facciata a capanna è completamente in mattoni di laterizio e chiusa ai lati da due contrafforti e coronata da una cornice composta di una sequenza di archetti pensili trilobati intrecciati su cui si imposta una larga fascia di mattoni incrociati a x. Il gotico portale d'ingresso ad arco acuto è caratterizzato da una lunetta con un bassorilievo che rappresenta Santa Chiara in atto di accogliere sotto il suo manto misericordioso coloro che la implorano e da un architrave in cui si può leggere l'iscrizione «S. CLARAE ANO DOMINI MCCCCLIII». Sopra il portale si trova un rosone marmoreo a tre ordini di strombature, forse il più interessante elemento del primo Rinascimento veronese. Ai suoi lati si aprono due grandi monofore trilobate mentre altre quattro di dimensioni minori si aprono più in basso.
L'impianto planimetrico della chiesa è ad aula a navata unica, scandito da lesene e paraste, con l'altare maggiore sovrastato da una cupola che si imposta su un tamburo e si conclude con una lanterna. Sulla sinistra dell'aula si trova un passaggio che immette nella cappella dedicata alla Madonna di Lourdes, mentre poco più avanti si trova l'altare dell’Addolorata e di fronte, sulla parete destra, l'altare dedicato a Santa Chiara, del 1729. Sempre sulla parete destra si trova anche una porta che conduce all'oratorio detto anche cappella della Deposizione (o del Cristo).
L'altare dell'Addolorata è l'elemento più pregevole della chiesa, completamente affrescata da Michele da Verona che firmò e datò l'opera: «Hoc fecit Michael die III augusti MCCCCCVIII». Alcuni studiosi ipotizzano, tuttavia, che una parte dell'opera, in particolare le raffigurazioni de l'Eterno Padre, il profeta Giosuè, gli evangelisti Matteo e Marco e il Redentore, sia stata eseguita da Francesco Morone. Sulla volta del coro è inoltre sopravvissuto l'affresco l'Ascensione di Domenico Brusasorzi.
Prima della soppressione napoleonica la chiesa custodiva anche altre opere d'arte, tra cui la pala dell'altare maggiore, sempre di Brusasorzi, e altre pale e dipinti opere di Paolo Farinati, Francesco Caroto e il sopra citato Morone o Gentile Bellini.